# Serie del Caribe 1951
La Serie del Caribe 1951 de béisbol profesional se disputó entre el 22 y el 26 de febrero de 1951 en el Estadio Cerveza Caracas, también conocido como Estadio de San Agustín de Caracas, Venezuela. Fue la tercera edición de la serie, que para entonces reunía anualmente a los campeones de las ligas de béisbol profesional del área de Centroamérica y el Caribe. Participaron Cuba, Panamá, Puerto Rico y Venezuela. La sede de la Serie del Caribe se rota entre los miembros de la liga y ese año le correspondió el turno a Venezuela, fue la única oportunidad en la que se utilizó el Estadio Cerveza Caracas.
El escenario escogido para la realización de la Serie era la sede del equipo Cervecería Caracas, la inauguración oficial debía realizarse el 21 de febrero, pero debido al mal estado del clima esta se tuvo que postergar un día, obligando a reprogramar los dos partidos que correspondían a ese día, para el 25 de febrero, haciendo que los equipos disputaran una doble jornada.
Pese a que el club venezolano, Navegantes del Magallanes actuaba de local, no partía de favorito en el torneo, los equipos de Cuba y Puerto Rico, Leones del Habana y Cangrejeros de Santurce respectivamente, eran los que se presentaban como favoritos. Sin embargo, el debut del Habana en la Serie cambiaron las persepectivas, en sus dos primeros encuentros fueron derrotados 13x1 por Santurce y 12x2 por Spur Cola de Panamá. Así Cangrejeros de Santurce centraron el favoritismo y finalmente se convirtió en el primer equipo de Puerto Rico en obtener el título caribeño.

## Clasificación final
| Clasificación          |                           |   |   |      |   |  |
|                        | Equipo                    | G | P | AVE. | V |  |
| Bandera de Puerto Rico | Cangrejeros de Santurce   | 5 | 1 | .833 | - |  |
| Bandera de Cuba        | Leones del Habana         | 4 | 2 | .667 | 1 |  |
| Bandera de Venezuela   | Navegantes del Magallanes | 2 | 4 | .333 | 3 |  |
| Bandera de Panamá      | Spur Cola                 | 1 | 5 | .167 | 5 |  |

### Marcadores
1.er juego, 22 de febrero.
| Equipo                  | C  | H  | E |
| ----------------------- | -- | -- | - |
| Cangrejeros de Santurce | 13 | 18 | 0 |
| Leones del Habana       | 1  | 9  | 1 |

2.º juego, 22 de febrero.
| Equipo                    | C  | H | E |
| ------------------------- | -- | - | - |
| Spur Cola                 | 2  | 5 | 2 |
| Navegantes del Magallanes | 10 | 8 | 2 |

3.er juego, 23 de febrero.
| Equipo            | C  | H  | E |
| ----------------- | -- | -- | - |
| Leones del Habana | 2  | 8  | 4 |
| Spur Cola         | 12 | 16 | 1 |

4.º juego, 23 de febrero.
| Equipo                    | C | H  | E |
| ------------------------- | - | -- | - |
| Cangrejeros de Santurce   | 8 | 5  | 3 |
| Navegantes del Magallanes | 7 | 11 | 2 |

5.º juego, 24 de febrero.
| Equipo                  | C | H | E |
| ----------------------- | - | - | - |
| Spur Cola               | 3 | 7 | 3 |
| Cangrejeros de Santurce | 4 | 8 | 3 |

6.º juego, 24 de febrero.
| Equipo                    | C | H  | E |
| ------------------------- | - | -- | - |
| Leones del Habana         | 9 | 10 | 0 |
| Navegantes del Magallanes | 1 | 9  | 2 |

7.º juego, 25 de febrero.
| Equipo                  | C | H  | E |
| ----------------------- | - | -- | - |
| Leones del Habana       | 4 | 7  | 0 |
| Cangrejeros de Santurce | 3 | 10 | 1 |

8.º juego, 25 de febrero.
| Equipo                    | C  | H  | E |
| ------------------------- | -- | -- | - |
| Navegantes del Magallanes | 13 | 14 | 3 |
| Spur Cola                 | 2  | 5  | 2 |

9.º juego, 25 de febrero.
| Equipo            | C | H | E |
| ----------------- | - | - | - |
| Spur Cola         | 1 | 4 | 0 |
| Leones del Habana | 2 | 7 | 2 |

10.º juego, 25 de febrero.
| Equipo                    | C | H | E |
| ------------------------- | - | - | - |
| Navegantes del Magallanes | 4 | 6 | 2 |
| Cangrejeros de Santurce   | 6 | 9 | 0 |

11.º juego, 26 de febrero.
| Equipo                  | C  | H | E |
| ----------------------- | -- | - | - |
| Cangrejeros de Santurce | 12 | 8 | 0 |
| Spur Cola               | 1  | 6 | 2 |

12.º juego, 26 de febrero.
| Equipo                    | C | H | E |
| ------------------------- | - | - | - |
| Navegantes del Magallanes | 5 | 6 | 1 |
| Leones del Habana         | 7 | 9 | 0 |

| Bandera de Puerto Rico          |
| Campeón Cangrejeros de Santurce |
| Primer título                   |